# Pristidactylus torquatus
Espèce
Synonymes
- Leiosaurus torquatus Philippi in Philippi & Landbeck, 1861
- Leiosaurus valdivianus Philippi in Philippi & Landbeck, 1861
- Urostrophus torquatus (Philippi, 1861)
- Cupriguanus torquatus (Philippi, 1861)

Statut de conservation UICN

 LC  : Préoccupation mineure
Pristidactylus torquatus est une espèce de sauriens de la famille des Leiosauridae.

## Répartition
Cette espèce est endémique du Chili. Elle se rencontre dans les régions du Biobío, d'Araucanie et des Lacs.

## Publication originale
- Philippi & Landeck, 1861 : Neue Wirbelthiere von Chile. Archiv für Naturgeschichte, vol. 27 no 1, p. 289-301 (texte intégral).